# Viva la República (documental)
Viva la República es un falso documental que recrea la Historia de España, a partir de una supuesta victoria del bando republicano en la Guerra Civil. A este tipo de obras se las conoce comúnmente como ucronías.

## Argumento
La trama del documental se enhebra con el hilo argumental de una periodista, Mamen Mendizábal, que recoge información de la Historia de España desde la victoria republicana en la Guerra Civil hasta nuestros días. Mendizábal se entrevista con conocidos historiadores y periodistas que le explican cómo fueron los hechos. Los historiadores Gabriel Cardona, también asesor del documental, y Paul Preston; el periodista Fernando Ónega; Giles Tremlett, corresponsal de The Guardian en Madrid; y Román Gubern, crítico de cine.
En este documental se rememorarán momentos históricos: comienza con la dimisión de Juan Negrín, nombrándose presidente al socialista moderado Indalecio Prieto, pasando por la invasión alemana de la neutral y devastada España en la Segunda Guerra Mundial (viéndose como las tropas nazis pasan por Madrid) hasta la difícil cohabitación actual entre el presidente de la República, José María Aznar y el presidente del Gobierno, José Luis Rodríguez Zapatero, pasando por la destrucción de Cádiz, donde se había refugiado el gobierno español de los nazis, los desembarcos aliados en España, las elecciones que llevaron al poder al democristiano Joaquín Ruiz-Giménez, la firma por parte de España de la Carta de las Naciones Unidas en 1945 y del Tratado de Roma (1957), la recepción de las ayudas del Plan Marshall o el papel de Juan Carlos de Borbón, un particular, como presidente del Comité Olímpico Internacional. Y la devolución de Gibraltar por parte del Reino Unido, después de un acuerdo tras la II Guerra Mundial, constituyéndose esta como una Ciudad Autónoma.